# 무라야마 내각
무라야마 내각(일본어: 村山内閣)은  무라야마 도미이치가 제81대 내각총리대신으로 임명되어, 1994년 6월 30일부터 1995년 8월 8일까지 존재한 일본의 내각이다.
지샤사 연립 정부의 첫 내각이다. 재임 기간은 561일.

## 요약
- 1994년 6월, 앞선 하타 내각이 연립 여당들의 이탈로 소수 여당 내각이 되어 총사퇴한 뒤, 자유민주당은 정권 회복을 목표로 일본사회당과 신당 사키가케와 연립 정권을 구성하는데 동의했다. 그리하여 탄생한 것이 자유민주당의 자유와 사회당의 사 (社)와 신당 사키가케의 사 (さ)를 합쳐 '지샤사 (自社さ) 연립정권'(자유-사회-사키가케 연립정권)이다. 그 첫번째로 무라야마 도미이치 사회당 위원장을 총리로 성립된 것이 '무라야마 내각'이다. 1947년 5월부터 1948년 3월까지 집권한 가타야마 내각이후 46년 만에 사회당 위원장을 수반으로 하는 내각이다.
- 총리 지명 선거에서 나카소네 야스히로, 와타나베 미치오 등 일부 의원을 제외한 자유민주당 의원 대부분과 일본 사회당, 신당 사키가케 전 의원이 무라야마 위원장에게 투표한 반면, 신생당, 공명당 등 하타 내각을 구성했던 연립 여당이 추천한 가이후 도시키는 결국 낙선하였다.
- 이 지샤사 (自社さ)의 틀은 제2차 하시모토 내각 개조내각이 종료되는 1998년까지 지속된다.
- 무라야마 내각 시대의 사건이나 재해로는 다음의 두 가지가 꼽힌다.

1. 한신·아와지 대지진의 발생 (1995년 1월 17일)
2. 도쿄 지하철 사린 사건 (1995년 3월 20일)을 시작으로 옴진리교에 의한 사건 발각

## 여당
| - 자유민주당 | - 일본사회당 | - 신당 사키가케 |

## 국무대신
- 내각총리대신 (81대)
  - 무라야마 도미이치 (중의원, 사회당)

- 국무대신 (부총리, 내각총리대신 임시 대리) 겸 외무대신
  - 고노 요헤이 (자민당, 미야자와파)

- 법무대신
  - 마에다 이사오 (참의원, 자유민주당 오부치파)

- 대장대신
  - 마사요시 타케무라 (중의원, 신당 사키가케)

- 문부대신
  - 요사노 가오루 (중의원, 자유민주당 와타나베파)

- 후생대신
  - 이데 쇼이치 (중의원, 신당 사키가케)

- 농림수산대신
  - 오카와라 타이치로 (참의원, 자유민주당 와타나베파)

- 통상산업대신
  - 하시모토 류타로 (중의원, 자유민주당 오부치파)

- 운수대신
  - 가메이 시즈카 (중의원, 자유민주당 미쓰즈카파)

- 노동 장관
  - 하마모토 만소 (참의원, 사회당)

- 건설 장관
  - 노치카 코켄 (중의원, 사회당)

- 자치 대신
  - 노나카 히로무 (중의원, 자유민주당 오부치파)

- 국가 공안위원회 위원장
  - 노나카 히로무 (중의원, 자유민주당 오부치파)

- 내각 관방 장관
  - 이가라시 고조 (중의원, 사회당)
    - 내각 관방 부장관 [정무]
      - 소노다 히로유키 (중의원, 신당 사키가케)

    - 내각 관방 부장관 [사무]
      - 이시하라 노부오
      - 후루카와 데이지로 (1995년 2월 24일 ~)

- 내각 법제국 장관
  - 오데 타카오

- 총무청 장관
  - 야마구치 츠루오 (중의원, 사회당)

- 홋카이도 개발청 장관
  - 오사토 사다토시 (중의원, 자유민주당 미야자와파)
  - 오자와 키요시 (중의원, 자유민주당 미야자와파) (1995년 1월 20일 ~)

- 방위청 장관
  - 타마자와 도쿠이치로 (중의원, 자유민주당 미쓰즈카파)

- 경제기획청 장관
  - 고무라 마사히코 (중의원, 자유민주당 구. 가와모토파)

- 과학기술청 장관
  - 다나카 마키코 (중의원, 자유민주당 무파벌)

- 환경청 장관
  - 사쿠라이 신 (중의원, 자유민주당 미쓰즈카파)
  - 미야시타 소헤이 (중의원, 자유민주당 미쓰즈카파) (1994년 8월 14일 ~)

- 오키나와 개발청 장관
  - 오사토 사다토시 (중의원, 자유민주당 미야자와파)
  - 오자와 키요시 (1995년 1월 20일 ~)

- 국토청 장관
  - 오자와 키요시

- 국무 대신 [지진 재해 대책 담당 장관]
  - 오사토 사다토시 (1995년 1월 20일 ~) (내각 이동)

### 정무 차관
1994년 7월 1일 임명.
- - 법무 정무 차관 - 츠노다 기이치
  - 외무 정무 차관 - 야나기사와 하쿠오
  - 오쿠라 정무 차관 - 하키야마 쿄곤, 이시이 사토시
  - 문부 정무 차관 - 오카자키 토미코
  - 후생 정무 차관 - 카노 마사루
  - 농림 수산 정무 차관 - 야츠 요시오 · 요시다 타 쯔오
  - 통상 산업 정무 차관 - 마지마 카즈오 · 타니 하타 타카시
  - 운수 정무 차관 - 호소야 하루미치
  - 우정 정무 차관 - 카쿠마 야스마사
  - 노동 정무 차관 - 모리 에이스케
  - 건설 정무 차관 - 야나세 스스무
  - 자치 정무 차관 - 고바야시 마모루
  - 총무 정무 차관 - 미야지 키즈아키
  - 홋카이도 개발 정무 차관 - 오시마 요시히사
  - 방위 정무 차관 - 와타세 노리아키
  - 경제 기획 정무 차관 - 호소다 히로유키
  - 과학 기술 정무 차관 - 세키네 노리유키
  - 환경 정무 차관 - 코카 준
  - 오키나와 개발 정무 차관 - 옷지 히데히사
  - 국토 정무 차관 - 쿠노 토이치로

## 참고 문헌
- 하타 이쿠히코 편 《일본 관료제 종합 사전 : 1868 ~ 2000》(도쿄 대학 출판회, 2001년)